# 金斯貝格

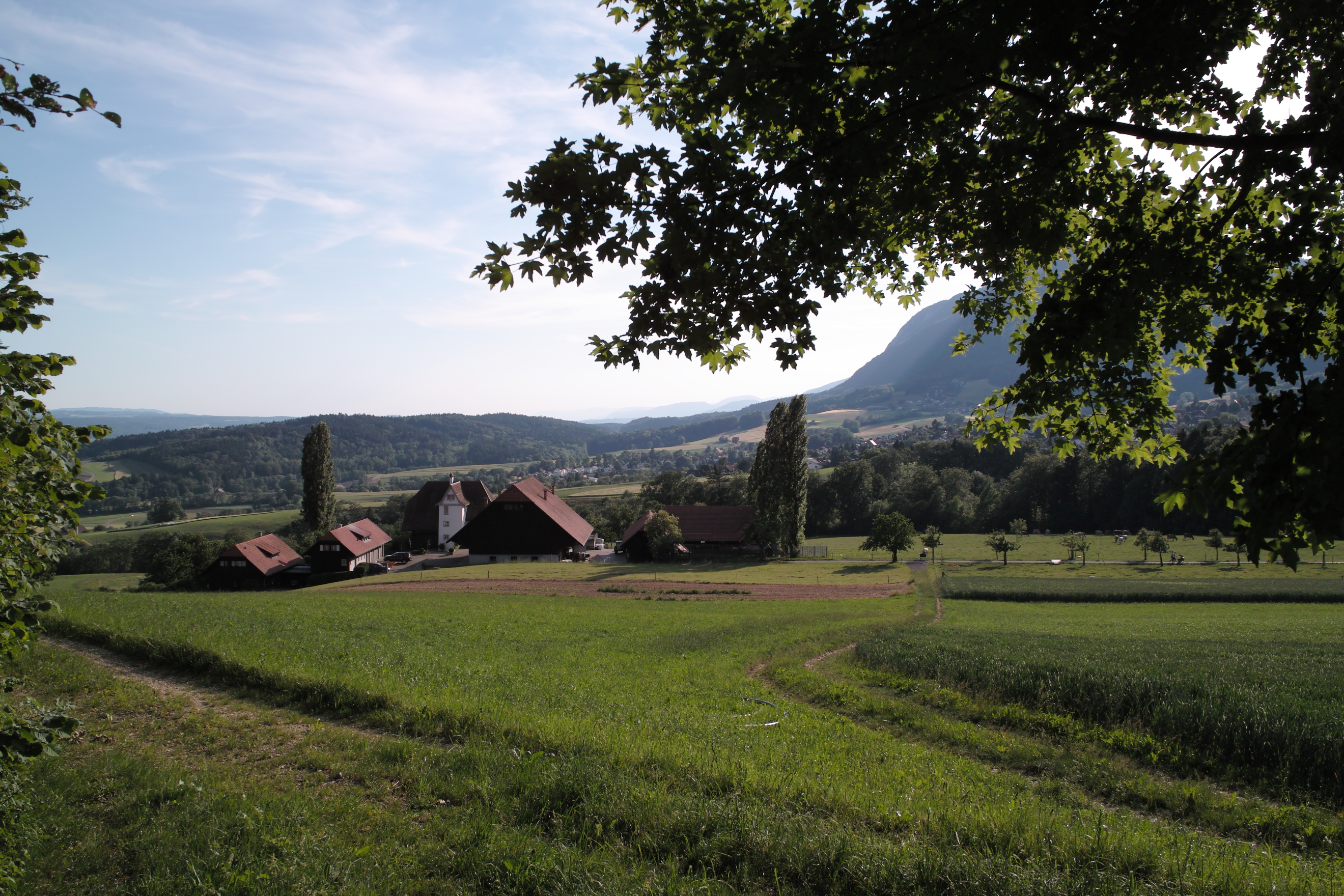

金斯貝格（Günsberg）是瑞士的城鎮，位於該國北部，由索洛圖恩州負責管轄，面積5.25平方公里，海拔高度624米，2012年人口1,151，四成半人口信奉羅馬天主教，人口密度每平方公里219人。